# Sympiesis campbellensis
Sympiesis campbellensis is een vliesvleugelig insect uit de familie Eulophidae. De wetenschappelijke naam is voor het eerst geldig gepubliceerd in 1964 door Kerrich & Yoshimoto.